# Altenmarkt im Pongau
Altenmarkt im Pongau – gmina targowa w Austrii, położona w kraju związkowym Salzburg, w powiecie St. Johann im Pongau, na granicy Alp Salzburskich i pasma Radstädter Tauern. Jest znaną bazą narciarską i ośrodek sportowy. Leży około 65 km na południowy wschód od Salzburga. Liczy 3897 mieszkańców (1 stycznia 2015) na obszarze 48,63 km².

## Historia
Już w pierwszych mapach drogowych Altenmarkt było zaznaczone pod pierwotną nazwą Ani jako osada rzymska. Miejscowość ta leżała nad rzeką Aniza (niem. Enns).
Pierwsza wzmianka o miejscowości pojawiła się w archiwach około 1074 roku, kiedy to arcybiskup Gebhard w akcie darowizny dostał te tereny. Do XIII wieku miejscowość ta była nazywana Rastat.

## Polityka
Rada miejska gminy składa się z 21 członków z trzech partii.
- 14 mandatów z ÖVP w tym Burmistrz i Wiceburmistrz miasta.
- 4 mandaty z SPÖ
- 3 mandaty z FPÖ

## Atrakcje turystyczne
- Muzeum Hoamathaus został zbudowany w 1408 roku, służył górnikom jak zakwaterowanie. Później został przekształcony w domu opieki i nadano mu nową nazwę Bruderhaus. W 1970 został wybudowany nowy dom opieki. Muzeum to prezentuje styl życia mieszkańców starego rynku sprzed 100 lat, a także ma w swoich zasobach eksponaty muzealne sprzed 250 lat.

## Sport
Altenmarkt jest członkiem Ski amadé, który jest jednym z największych kompleksów narciarskich w Europie, obejmujący 28 stacji narciarskich. Położone są one w kraju związkowym Salzburg i Styrii. Ma do zaoferowania około 860 kilometrów tras narciarskich, w tym 690 km sztucznie naśnieżanych, obsługiwanych przez ponad 200 wyciągów narciarskich.
- 43 kolejki gondolowe.
- 93 wyciągi krzesełkowe.
- 79 wyciągów orczykowych.

### Wydarzenia
Altenmarkt co roku organizuje wiele imprez sportowych takich jak:
- Puchar Świata w narciarstwie alpejskim i Puchar Europy w narciarstwie alpejskim
- siedmiokrotnie odbywał się tutaj puchar świata w narciarstwie alpejskim kobiet
- w 1993 roku odbyły się tutaj Mistrzostwa świata w narciarstwie dowolnym
- w 1995 roku zostały rozegrane zawody w ramach Pucharu Świata w snowboardzie
- w 2002 roku zakończył się tutaj sezon Pucharu Świata w narciarstwie alpejskim
- wyścig samochodów zabytkowych Ice Trophy rozgrywający się w zimie na śniegu i lodzie z udziałem takich samochodów jak Maserati czy Ferrari

## Gospodarka i infrastruktura
Altenmarkt zarabia na siebie głównie z narciarstwa ale i także z rolnictwa i agroturystyki. Cała stacja narciarska w gminie posiada:
- 99 km tras narciarskich, sztucznie naśnieżanych i oświetlonych
- 23 wyciągi narciarskie o przepustowości 33 300 tysięcy narciarzy na godzinę

## Gospodarka
W gminie działa prężnie producent nart Atomic, który posiada tutaj główną siedzibę i zatrudnia 1000 osób

## Transport
Najszybciej z Salzburga do Altenmarkt można dojechać za pomocą autostrady A10, lub drogami krajowymi B99 i B320.

## Budynki publiczne
- Dom Kultury (Kulturhaus) zbudowany w 1950 roku, pierwotnie służył jako remiza straży pożarnej, został przebudowany w 1993 roku na dom kultury
- Dom opieki (Seniorenheim) otwarty w lipcu 2007 r. wyposażony w 70 łóżek, umiejscowiony obok centrum medycznego. Stary domu starców (zbudowany w 1968 roku) został zburzony w 2008 roku
- budynek straży pożarnej wybudowany w 1989 roku, znajdują się w nim siedziby straży pożarnej, policji, czerwonego krzyża i ratownictwa górskiego
- Centrum Medyczne wybudowane w 2004 roku, zatrudniające 15 lekarz z różnych specjalizacji

## Osoby

### urodzone w Altenmarkt im Pongau
- Hermann Maier, narciarz alpejski, dwukrotny mistrz olimpijski, trzykrotny mistrz świata i zdobywca pucharu świata

### związane z gminą
- Gernot Jurtin (1955-2006), piłkarz klubu SK Sturm Graz, reprezentant Austrii
- Alois Rohrmoser (1939-2005), założyciel firmy Atomic
- Michael Walchhofer, narciarz alpejski, mistrz świata z 2003 roku